# Bahnstrecke Lijiang–Ruili
Die Bahnstrecke Lijiang–Ruili ist eine 497 km lange Bahnstrecke in der chinesischen Provinz Yunnan, von der erste Abschnitte seit 2009 in Betrieb gingen.

## Geschichte
Die Bahnstrecke soll im Endausbau von Lijiang nach Ruili an der Grenze zu Myanmar führen und ist Teil der One belt, one road-Strategie. Die Arbeiten begannen im Dezember 2004.

### Abschnitt Lijiang–Dali
Am 28. September 2009 konnte der Betrieb von Lijiang bis Dali aufgenommen werden. Dieser Abschnitt ist 167 km lang. Er verläuft unter anderem entlang der östlichen Seite des Erhai-Sees.

### Abschnitt Dali–Baoshan
2022 folgte die Eröffnung des 133 km langen Abschnitts von Dali bis Baoshan. Für diesen Abschnitt wurden 34 Brücken und 21 Tunnel gebaut, die 87 % der Streckenlänge ausmachen.

### Abschnitt Baoshan–Ruili
Am Streckenabschnitt Baoshan–Ruili, das unmittelbar an der Grenze zu Myanmar liegt, wird weiterhin gebaut (2022).

## Technische Parameter
Die Strecke ist eingleisig in Normalspur errichtet und elektrifiziert. Trotz des gebirgigen Geländes ist sie auf eine Höchstgeschwindigkeit von 140 km/h ausgelegt, was die sehr hohe Zahl von Ingenieurbauwerken erforderte. Die Bauarbeiten wurden mehrfach von Erdbeben gestört.